# The Wild Swans
The Wild Swans is een Britse postpunkband uit Liverpool, die oorspronkelijk werd geformeerd in 1980, kort nadat Paul Simpson (ex-keyboards) The Teardrop Explodes verliet. De bezetting van de band is regelmatig aan de gang geweest met zanger Simpson als enige constante. De oorspronkelijke incarnatie van The Wild Swans duurde tot 1982 en bracht één single uit. Een gereconstitueerde versie van de band bracht twee albums uit van 1988 tot 1990, voordat ze weer ontbonden. Meer recentelijk stelde Simpson een nieuwe bezetting samen en speelde de band talloze live-datums van 2009-2011 en bracht in 2011 een nieuw studioalbum uit. De Wild Swans hebben tot nu toe geen reguliere charthits gehad, maar ze hebben een zekere mate van succes en/of cultstatus genoten in Duitsland, Japan, het Verenigd koninkrijk, de Verenigde Staten en vooral de Filipijnen. The Wild Swans hebben ook twee splinterprojecten in kaart gebracht: Care en The Lotus Eaters. Leden van The Wild Swans zijn ook lid geweest van Echo & The Bunnymen, The Icicle Works, The Woodentops en The Lightning Seeds.

## Bezetting
Huidige bezetting
- Paul Simpson
- Les Pattinson
- Ged Quinn
- Ricky Maymi
- Mike Mooney
- Steve Beswick
- Richard Turvey

Voormalige leden
- Jeremy Kelly
- Alan Wills
- Joseph Fearon
- Ian McNabb
- Chris Sharrock

- Ian Broudie
- Justin Stavely
- James Weston
- Pete de Freitas
- Rolo McGinty
- Stuart Mann

## Geschiedenis

### Oorsprong: The Wild Swans, Mark I (1980–1982)
The Wild Swans ontstonden in 1980 toen Paul Simpson, die The Teardrop Explodes had verlaten na het opnemen van hun eerste single, (op zang) samenwerkte met Jeremy Kelly (gitaar), Ged Quinn (keyboards), James Weston (basgitaar) en Justin Stavely (drums). Een gelegenheid deed zich voor toen Pete de Freitas van Echo & the Bunnymen (een oude vriend en huisgenoot van Simpson) ermee instemde om hun eerste single The Revolutionary Spirit (1982, Zoo Records) te financieren. Stavely was uit de band gestapt, dus De Freitas eindigde als financier, drummer en producent voor de single. De single bracht 9 weken door in de Britse Independent Chart, met een piek op #13. Ondanks dat het de allerlaatste publicatie van Zoo Records bleek te zijn, kreeg de single lovende kritieken en ontwikkelde op den duur een cultstatus. Na het uitbrengen van The Revolutionary Spirit kregen wekelijkse repetities een zekere urgentie toen de band een BBC Radio 1 John Peel-sessie kreeg aangeboden. Nummers van deze sessie, allemaal geschreven door het team van Simpson, Quinn en Kelly, bevatten No Bleeding, Enchanted en Thirst. Op dit punt werd de band afgerond door twee nieuwe leden: Baz Hughes (bas) en Joe McKechnie (drums).The Wild Swans waren begin jaren 1980 sporadisch actief; toerden met Echo en The Bunnymen in 1981 na een residentie bij The Teardrop Explodes. In het voorjaar van 1982 vond er een sessie plaats van David Jensen, waarbij de band The Iron Bed, Flowers Of England en Now You're Perfect schreef en uitvoerde. De band splitste zich zeer snel na de uitzending van deze BBC Radio 1-sessie.

### Na de ontbinding: Care and The Lotus Eaters (1982–1985)
Zodra de band uit elkaar ging, startten Kelly en Quinn, samen met medeoprichter Peter Coyle The Lotus Eaters. Simpson volgde het voorbeeld met het duo Care en werkte samen met Ian Broudie. Vreemd genoeg nam Arista Records, die had geweigerd The Wild Swans te contracteren, beide uitlopers op. Beide bands brachten verschillende singles uit. De Lotus Eaters scoorden een hit en brachten in 1984 een album uit. Care bereikte ondertussen #48 in de Britse hitlijsten met de single Flaming Sword. Beide bands waren in 1985 uit elkaar gegaan en Care had een onuitgebracht album opgenomen.

### Revival: The Wild Swans, Mark II (1986-1990)
In 1986 werd de sessie opgenomen voor de Radio 1 John Peel Show, eindelijk uitgebracht bij Strange Fruit Records, met de nummers No Bleeding, Enchanted en Thirst. Het herhaalde het succes van de single, met een piek op #13 in de onafhankelijke hitlijsten. Kort daarna kwamen Simpson, Kelly en Quinn bij elkaar en begonnen ze opnieuw te spelen als The Wild Swans. In 1988 was Quinn afgevallen, werden Simpson en Kelly op basgitaar vergezeld door Joe Fearon en kwam er eindelijk een langverwacht debuutalbum uit. Met de titel Bringing Home The Ashes (1988, Sire Records/Reprise Records) en met sessiespelers op keyboards en drums, werd het geproduceerd door Paul Hardiman en leverde het de twee singles Young Manhood (die voor het eerst te horen is op de promotionele sampler Just Say Yes van Sire Records uit 1987) en Bible Dreams op. Simpson minacht tegenwoordig het geluid dat op het album is ontwikkeld en voelt dat een deel van de aura en magie rond de (Mark I) Wild Swans verloren was gegaan. Het denken van grote labels is als een virus, je vergeet waarom je de band bent begonnen en valt in de 'hit' record mind-set. Hij ging verder met nog meer grimmige woorden van wijsheid voor degenen die een band wilden opzetten: Grote labels zuigen de poëzie uit je botten en vullen de gaten op met een cement gemaakt van cocaïne en gemalen tieners.
Bringing Home The Ashes werd in eerste instantie in de Verenigde Staten uitgegeven, gevolgd door Britse en Duitse publicaties. De bijna gelijktijdige promo-only publicatie Music and Talk From Liverpool bevatte Wild Swans-nummers, afgewisseld met interviews met Jeremy Kelly. Het tweede album Space Flower bij Sire Records werd uitgebracht in 1990, na het vertrek van Kelly. Het werd geproduceerd door Ian Broudie en bevatte een bezetting van Paul Simpson (zang, mellotron, effecten), Joe Fearon (bas), Ian Broudie (gitaren, keyboards), Chris Sharrock (drums) en Ian McNabb (extra gitaren, zang). Sharrock en McNabb waren beiden van het driekoppige The Icicle Works uit Liverpool. Veel van het materiaal dat voor het album was geschreven, had een thema met voedselsmaak, voorgesteld door de nummers Melting Blue Delicious, Tangerine Temple, Chocolate Bubble-Gum en Vanilla Melange. Het album werd uitgebracht in de Verenigde Staten, Duitsland en Japan, maar aanvankelijk niet in het Verenigd Koninkrijk. The Wild Swans gingen weer uit elkaar kort na Space Flower en Simpson formeerde zijn eigen project Skyray met verschillende singles, ep's en albums, en het gesproken woordproject Dream Diaries.

### Heruitgaven en retrospectieven (2003-2007)
In 2003 werd een retrospectieve verzameling zeldzame Wild Swans-opnamen samengesteld en uitgegeven door Renascent Records. Incandescent is een dubbelalbum met materiaal uit 1981–1987, maar vooral uit de vroegste periode van de band. Het bevat de Peel, Jensen en Long Sessions, evenals een aantal live nummers, demo's en alternatieve versies. Een begeleidend boekje bevatte biografische informatie over de band en een gedetailleerd track-by-track commentaar van Simpson. Het bekende kunstwerk Icarus Swan, dat voor het eerst op de cover van The Revolutionary Spirit verscheen, keerde ook terug voor een tweede uitje. In 2007, na vele jaren van weglating, koos Sire Records er uiteindelijk voor om zowel Bringing Home the Ashes als Space Flower opnieuw uit te brengen, dit keer met een volledige Britse publicatie. Beide albums zijn opnieuw verpakt als een set van 2 cd's, Magnitude genaamd, waarvan de cover en het artwork dit keer het album Wild Swans - Music and Talk From Liverpool uit 1988 weerspiegelden, compleet met het bekende Swan-ontwerp. Het album zelf werd uitgebracht als onderdeel van Sire's herlancering van het Korova-label in april 2007, naast andere heruitgaven van acts als Ian McCulloch en Electrafixion, allemaal sets met 2 cd's met extra nummers.
Magnitude cd 1 bevat het geheel van Bringing Home the Ashes en de vier B-kanten van de singles Young Manhood en Bible Dreams, allemaal gemasterd vanaf de originele banden. Cd 2 bevat de eerste Britse verschijning van het Space Flower-album, met de toevoeging van een extra nummer, opgenomen in 1989, maar stopte destijds het album Tastes Like Tuesday. Een andere studio-opname is de onuitgebrachte singleremix van Bill Drummond van Melting Blue Delicious. De tweede schijf wordt afgesloten met vijf demo-opnamen, gemaakt door Simpson eind 1988, waaronder vroege versies van Melting Blue Delicious (genaamd Telescope) en een andere mix van Tastes Like Tuesday. Magnitude had een relatief korte fysieke houdbaarheid als een set van 2 cd's, aangezien Warner Bros. (Verenigd Koninktrijk) in juni 2007 werd ontbonden door het moederbedrijf en het album werd verwijderd.

### Tweede revival: The Wild Swans, Mark III (2009–2011)
Anderhalf jaar later werd de band opnieuw geformeerd, zij het met een zeer herziene bezetting: oprichter en origineel lid Paul Simpson werd nu vergezeld door oorspronkelijk lid Ged Quinn, Ricky Rene Maymi (Brian Jonestown Massacre), Les Pattinson (Echo and the Bunnymen), Mike Mooney (Julian Cope / Spiritualized) en Steve Beswick (The Heart Throbs / Slipstream). Quinn stopte al snel met optreden met de band, maar werd nog steeds beschouwd als een 'erelid' die bijdroeg aan het promotiekunstwerk van de band. De Mark III-versie van The Wild Swans bracht in mei 2009 de eerste single van de band English Electric Lightning in meer dan 20 jaar uit, een limited edition 10" vinyl-single bij het Occultation-label, met Henry Priestman als gast op keyboards. De single stond in april 2009 op nummer vier in het tijdschrift 'Playlist' van Mojo en kreeg lovende kritieken in een aantal publicaties. De opvolger Liquid Mercury van The Wild Swans werd op 30 november 2009 bij Occultation uitgebracht en werd op #5 geplaatst in de Mojo Vinyl Countdown.
Op 23 en 24 juli 2009 traden The Wild Swans voor het eerst live op sinds hun ontbinding in 1990. De uitverkochte optredens werden elke avond voor een publiek van 200 opgevoerd in de Static Gallery in Liverpool. Henry Priestman was te gast op keyboards en gitarist Will Sergeant (Echo and the Bunnymen) voegde zich bij de band voor de toegiften en was elke avond DJ. The Wild Swans speelden een derde optreden in de Static Gallery, Liverpool op 11 december 2009, officieel uitgebreid tot een sextet met de toevoeging van het nieuwste bandlid Richard Turvey op keyboards. Op 6 februari 2010 heeft The Wild Swans een live-download met vijf nummers uitgebracht (The Wild Swans Live at Static Gallery 2009) met de nummers Archangels, The Revolutionary Spirit, Tangerine Temple, Melting Blue Delicious en Bringing Home the Ashes. De publicatie was kort online beschikbaar om de opnamekosten te helpen financieren en werd in maart 2010 uit de verkoop genomen. De laatste drie nummers bevatten gastgitarist Will Sergeant en markeerden de eerste opname van Will Sergeant en Les Pattinson, die sinds 1997 samen speelden.
De opname van het nieuwe album The Coldest Winter for a Hundred Years eindigde op 10 september 2010, dat begin 2011 werd uitgebracht. Het 13 nummers tellende album bevatte 11 nieuwe nummers naast de A-kanten van beide singles uit 2009 (Liquid Mercury verschijnt in een merkbaar andere vorm dan de originele single mix.) De B-kanten, waaronder het nummer waarnaar het album is genoemd, verscheen niet op het album. Will Sergeant en Candie Payne voegden zich bij het sextet als gastartiesten op een handvol nieuwere nummers van het album. Ged Quinn schilderde de albumhoes. Later dat jaar bracht de band de ep Tracks In Snow uit met drie nummers met outtakes van de Coldest Winter-sessies.
In juni 2011 begonnen The Wild Swans aan een vijfdaagse Britse tournee. Producent Rich Turvey speelde keyboards en Stuart Mann voegde zich bij de band op drums. Later dat jaar trad de band op met twee succesvolle shows op de Filipijnen, één concert in Cebu City op 30 september en het andere in de SM Mall of Asia in Manilla op 1 oktober. Hoewel er geen officiële aankondiging is gedaan over de huidige status van de band, hebben The Wild Swans sinds 2011 geen live gespeeld of nieuw materiaal opgenomen.

## Discografie

### Singles
- 1982:	Revolutionary Spirit/God Forbid
- 1988:	Young Manhood/Holy Holy/The World of Milk and Blood
- 1988:	Bible Dreams/Pure Evil/1982
- 2003:	The Iron Bed
- 2009:	English Electric Lightning/The Coldest Winter for a Hundred Years
- 2009:	Liquid Mercury/The Wickedest Man in the World

### Albums

#### studioalbums
- 1988: Bringing Home the Ashes, Sire/Reprise
- 1990: Space Flower, Sire/Reprise
- 2011: The Coldest Winter for a Hundred Years, Occultation

#### Ep's
- 1986: The Peel Sessions, Strange Fruit
- 2011: Tracks in Snow, Occultation - scenes van de Coldest Winter sessies

#### Livealbums
- 2010: For One Stormy Night Only, Astral Girl

#### Compilatiealbums
- 2003: Incandescent, Renascent - compilatie van jaren 1980-radio sessies, demotracks en zeldzaamheden
- 2006: The Platinum Collection, Warner Music Philippines
- 2007: Magnitude, Korova/Sire/Rhino - compileert de eerste twee studioalbums, plus B-kanten en scenes